# سيلتا فيغو ب
نادي سلتا فيغو ب لكرة القدم هو نادي كرة قدم إسباني يتمركز في فيغو، بونتيفيدرا، في منطقة غاليسيا ذاتية الحكم. تأسس في 1927، وهو الفريق الرديف لنادي سلتا فيغو ويلعب حاليا في الدوري الإسباني الدرجة الثانية ب – المجموعة 1، ويستضيف مبارياته في ملعب باريرو البلدي، بسعة 4500 متفرج.